# برند آیسترت
برند آیسترت (آلمانی: Bernd Eistert؛ ۹ نوامبر ۱۹۰۲ – ۲۲ مهٔ ۱۹۷۸) یک شیمی‌دان اهل آلمان بود.